# Iphionella philippinensis
Iphionella philippinensis är en ringmaskart som beskrevs av Pettibone 1986. Iphionella philippinensis ingår i släktet Iphionella och familjen Polynoidae. Inga underarter finns listade i Catalogue of Life.